# 실바테스트

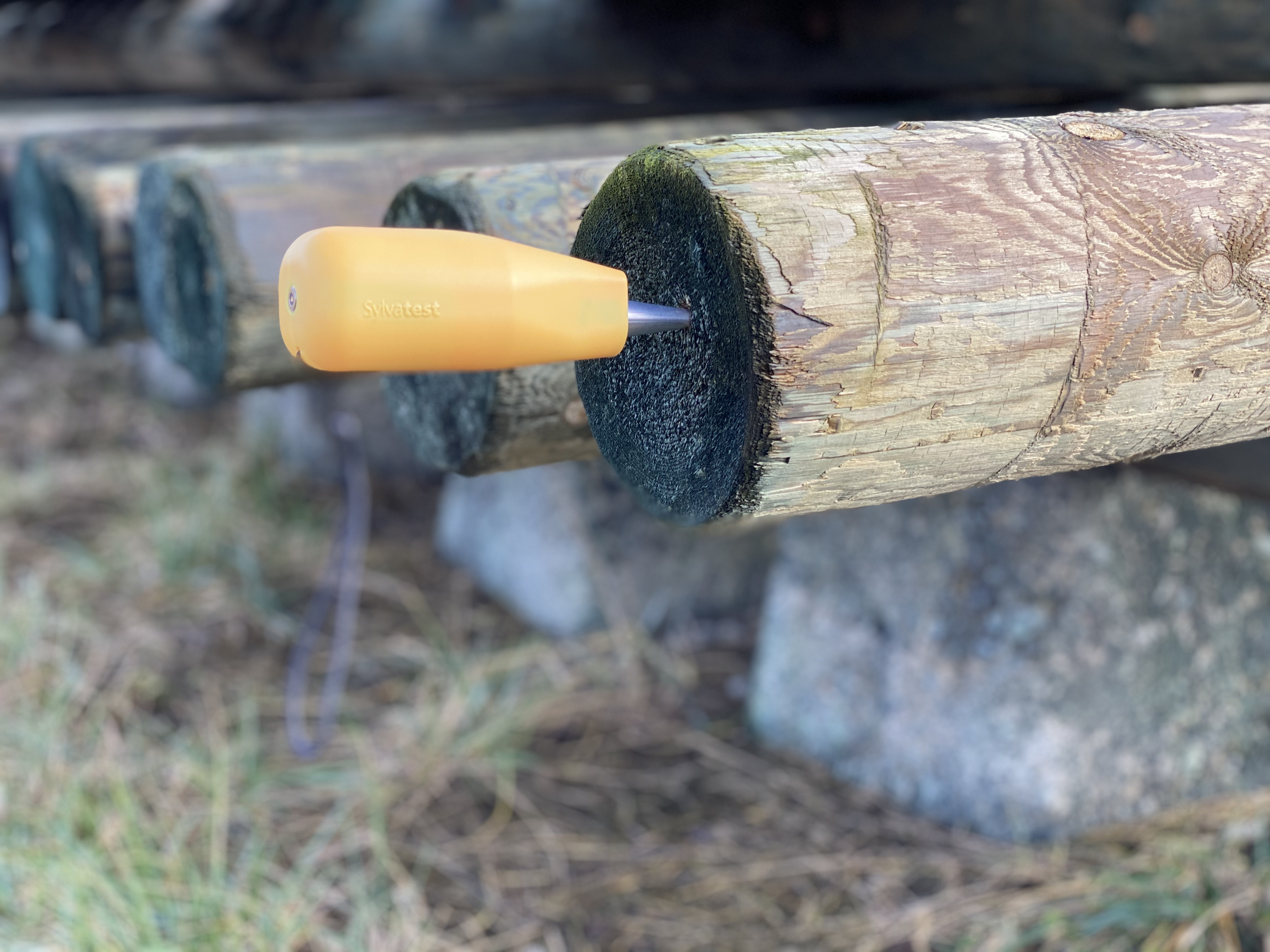
Sylvatest

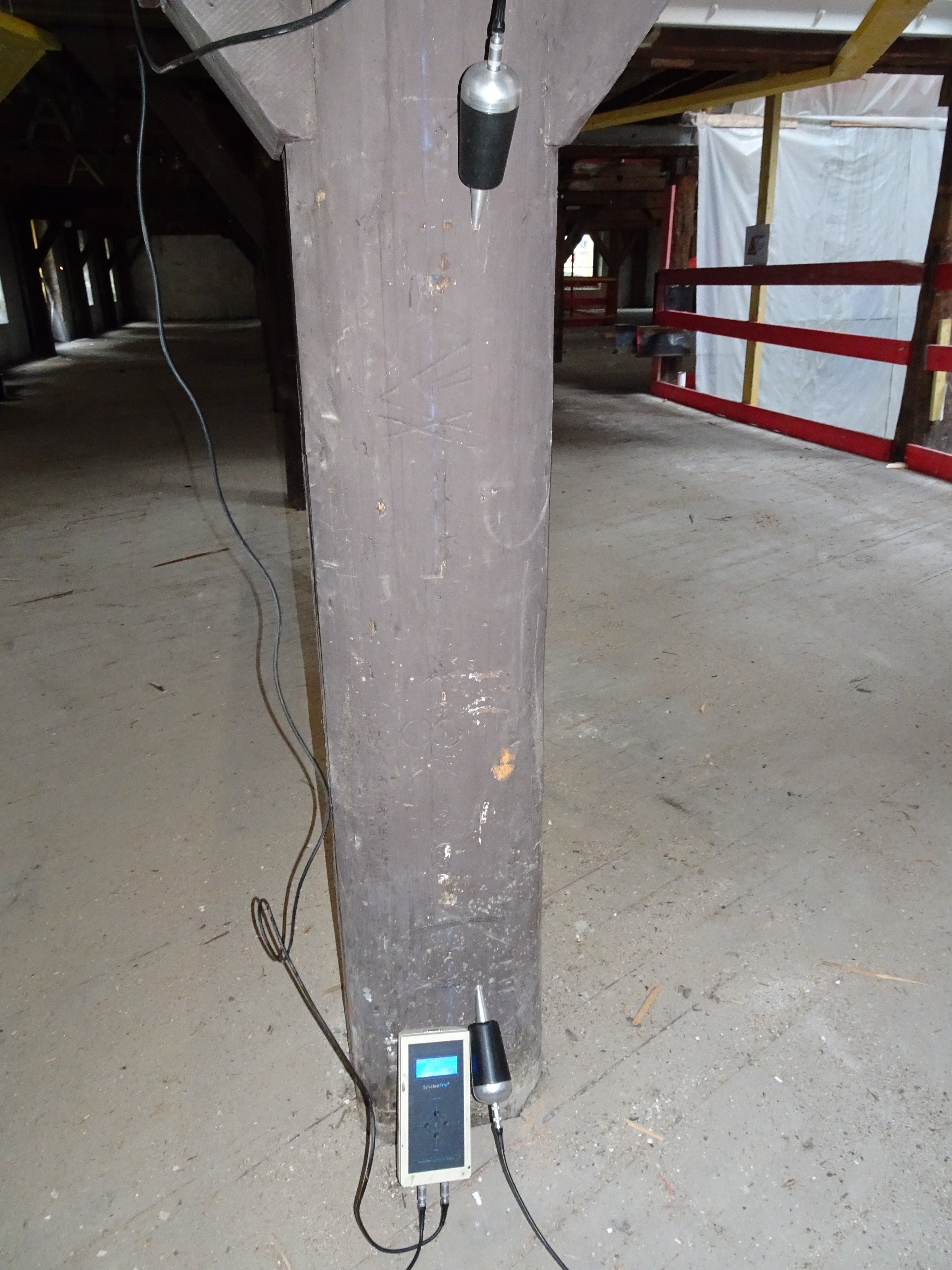
목재 강도 시험

실바테스트는 목재 구성 요소의 전반적인 진단을 제공하고 기계적 강도를 테스트하는 초음파 측정 장치이다. 이것은 목재 들보를 파괴하지 않고 검사를 할 수 있는 특수 검사 도구이다.

## 설명
실바테스트는 전송되는 초음파의 속도와 에너지 흡수를 기반으로 목재 요소의 전반적인 진단을 제공하는 음향-초음파 측정 장치이다. 주어진 결과는 시험된 나무의 줄기나 측정된 들보에 남아 있는 목재의 건강 상태를 반영하고 비파괴 검사이다.

이 기술은 1984년 EPFL에서 Jean-Luc Sandoz (장 뤽 산도스)  교수가 자신의 논문의 일부로 개발했다.

초음파로 등급 매기기

## 응용
실바테스트는 많은 국가 (브라질, 유럽, 아시아) 에서 사용된다.
이것은 파리의 Entrepôts des magasins généraux, 베이징의 자금성, 노트르담 드 파리의 들보 또는 샤또 드 발레르 Château de Valère와 같은 역사적 건물에 사용되었다.
또한 Bois des Alpes 또는 Bois de Chatreuse와 같은 등록된 원산지 명칭의 목재 품질을 인증하는데 사용된다.

## 서지
- 연구 세미나: 재활용을 목적으로 한 100년 된 재활용 목재 진단;[18]
- 요사파트 아지 프라나타, 무하마드 루슬리, « 비파괴검사를 통해 미나하사 전통주택의 기존 목재기둥을 검사 »[19]
- 마드리드 도시수목의 목재 기계적 특성 측정을 위한 비파괴 기술;[20]
- 구조용 목재의 기계적 강도. 기계적 동작을 모델링할 때 특이점을 고려.[21]
- Rita Bütler, Lita Patty, Renée-Claire Le Bayon 및 Claire Guenat, 산림 생태학 및 관리, vol. 242, 2007년 4월, p. 791–799[22]
- Document de travail Interreg France-Suisse de 2019[23]
- Sylvatest-Duo를 이용한 목재 프로브 접촉 및 게이지 압력으로 목재의 정밀 초음파 측정[24]
- 어린 잡종 낙엽송 나무(Larix x eurolepis Henry)의 탄성 계수를 결정하기 위한 두 가지 음향 방법의 평가 - 표준 정적 굽힘 방법과 비교[25]
- 가이아나 구조용 목재의 분류. 3가지 비파괴 기술 비교: 시각 분석, 초음파 분석 및 모달 분석.[26]
- 초음파 속도와 실험 모델을 이용한 대추야자 샌드위치 패널의 탄성계수 평가[27]

## 참고문헌
1. ↑  “sylvatest | interprétations | Dictionnaires et Encyclopédies sur le Akademik”. 《Dictionnaires et Encyclopédies sur 'Academic'》 (프랑스어). 2023년 10월 5일에 확인함.
2. ↑  Technique (2013년 6월 5일). “Tests”. 《Le Moniteur》 (프랑스어).
3. ↑  “Tares internes de bois sur pied: détection par ultrasons”.
4. 1 2 3  “CBT : le contrôle non destructif du bois au service de son usage efficient”. 《www.leboisinternational.com》 (프랑스어). 2022년 6월 7일. 2023년 10월 5일에 확인함.
5. ↑  “CBS-CBT: l'innovation qui marche”. 《Fordaq》. 2009년 11월 4일. 2023년 10월 5일에 확인함.
6. ↑  “CBS-CBT, l'expert mondial du bois enraciné en Suisse romande”. 《Agefi.com》 (프랑스어). 2023년 10월 5일에 확인함.
7. ↑  “Sylvatest – IPETech” (브라질 포르투갈어). 2023년 10월 5일에 확인함.
8. ↑  “Sylvatest TRIO ultrasounds for wood quality assessment-Dianjiang Group Limited”. 《www.dianjianghk.com》. 2023년 10월 5일에 확인함.
9. ↑  “Sylvatest”.
10. ↑  “pemeriksaan pohon dengan sylvatest duo - DATATEMPO”. 《www.datatempo.co》 (영어). 2023년 10월 5일에 확인함.
11. ↑  “CBS : expertise des bois anciens et préconisations pour leur réemploi”. 《www.leboisinternational.com》 (프랑스어). 2022년 7월 22일. 2023년 10월 5일에 확인함.
12. ↑  Yousra Gouja (2023년 6월 28일). “" Plus d'ingénierie, moins de matière dans la construction bois " - Cahiers Techniques du Bâtiment (CTB)”. 《Cahiers Techniques du Bâtiment (CTB)》 (프랑스어).
13. ↑  “RRB'23 : Château de Valère du 16 septembre 2023 à Basilique de Valère | Sortir.lenouvelliste.ch | La plateforme des événements du canton du Valais.”. 《www.lenouvelliste.ch》 (프랑스어). 2023년 9월 28일에 확인함.
14. ↑  La Commission Internationale pour la Protection des Alpes. “Bâtiment multifonctionnel en bois local”. 《CIPRA》 (프랑스어). 2023년 8월 13일에 확인함.
15. ↑  “Un bâtiment en Bois des Alpes”. 《www.boisdesalpes.net》. 2023년 10월 5일에 확인함.
16. ↑  “Le massif de la Chartreuse, première forêt candidate à une AOC”. 《Le Monde.fr》 (프랑스어). 2003년 1월 10일. 2023년 10월 5일에 확인함.
17. ↑  Bois de Chartreuse - qualification Sylvatest. “Bois de Chartreuse du bois pour construire. - ppt video online télécharger”. 《slideplayer.fr》 (프랑스어). 2023년 8월 13일에 확인함.
18. ↑  gdelaforce (2020년 1월 4일). “To diagnose 100-year-old timber salvaged from frameworks with a view to its re-use.”. 《Matériaux pour l'éco-conception》 (영어). 2023년 10월 5일에 확인함.
19. ↑  “Non-destructive testing” (PDF).
20. ↑  Virgen-Cobos, Gabriel H.; Olvera-Licona, Guadalupe; Hermoso, Eva; Esteban, Miguel (2022년 7월 29일). “Nondestructive Techniques for Determination of Wood Mechanical Properties of Urban Trees in Madrid”. 《Forests》 (영어) 13 (9): 1381. doi:10.3390/f13091381. ISSN 1999-4907.
21. ↑  “Mechanical grading of structural timber.” (PDF).
22. ↑  Bütler, Rita; Patty, Lita; Le Bayon, Renée-Claire; Guenat, Claire; Schlaepfer, Rodolphe (2007년 4월 30일). “Log decay of Picea abies in the Swiss Jura Mountains of central Europe”. 《Forest Ecology and Management》 242 (2): 791–799. Bibcode:2007ForEM.242..791B. doi:10.1016/j.foreco.2007.02.017. ISSN 0378-1127.
23. ↑  “Sylvatest project - interreg France - Switzerland” (PDF). 2022년 4월 19일에 원본 문서 (PDF)에서 보존된 문서. 2024년 9월 27일에 확인함.
24. ↑  《www.cabdirect.org》 https://www.cabdirect.org/cabdirect/welcome/?target=%2fcabdirect%2fabstract%2f20163401611. 2023년 10월 5일에 확인함. |제목=이(가) 없거나 비었음 (도움말)
25. ↑  “Evaluation of two acoustic methods for determining the modulus of elasticity of young hybrid larch wood (Larix x eurolepis Henry) - comparison with a standard static bending method.” (PDF).
26. ↑  “Classification des bois de construction guyanais. Comparaison de trois techniques non destructives : visuelle, ultrasonique et analyse modale.”.
27. ↑  Haseli, Maryam; Layeghi, Mohammad; Zarea Hosseinabadi, Hamid (January 2020). “Evaluation of modulus of elasticity of date palm sandwich panels using ultrasonic wave velocity and experimental models”. 《Measurement》 (영어) 149: 107016. Bibcode:2020Meas..14907016H. doi:10.1016/j.measurement.2019.107016.